# Marianthus floribundus
Marianthus floribundus är en tvåhjärtbladig växtart som beskrevs av Putterl. Marianthus floribundus ingår i släktet Marianthus och familjen Pittosporaceae. Inga underarter finns listade.